# Marmerimitatie

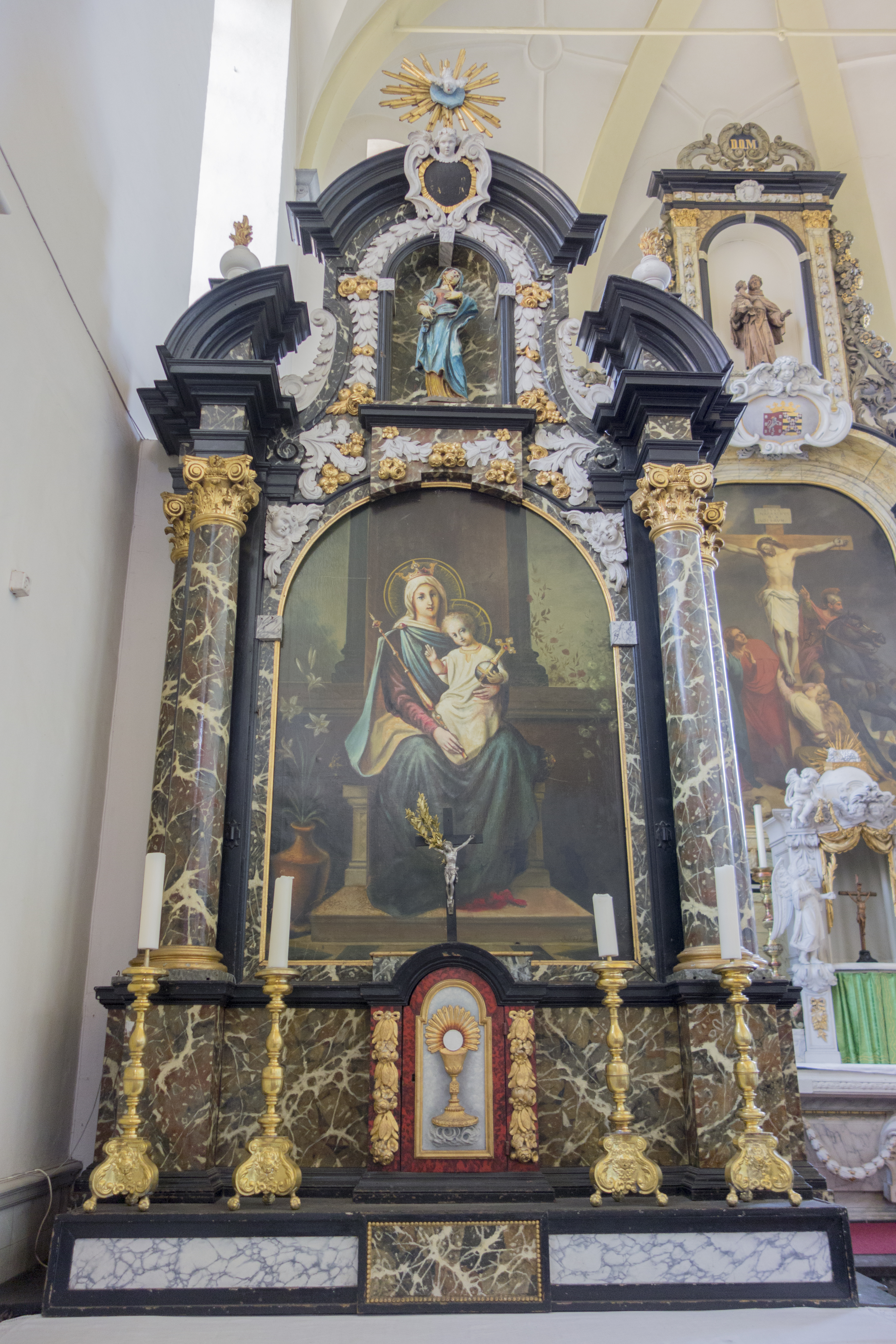
Barokken, houten altaar met marmereffecten op het hout, Minderbroedersklooster in Megen.

Met een marmerimitatie, ook wel marmeren, wordt het aanbrengen van patronen op houten onderdelen bedoeld, waarmee echt marmer gesuggereerd wordt.
Dit werd vooral in vroeger eeuwen gedaan als het gebruik van echt marmer te kostbaar was of de constructie te zwaar zou maken. Een andere reden kon zijn dat de vindplaats van de marmersoort was uitgeput. Het maken van een marmerimitatie is verwant met stucco lustro en scagliola, twee methoden van stucmarmerwerk.

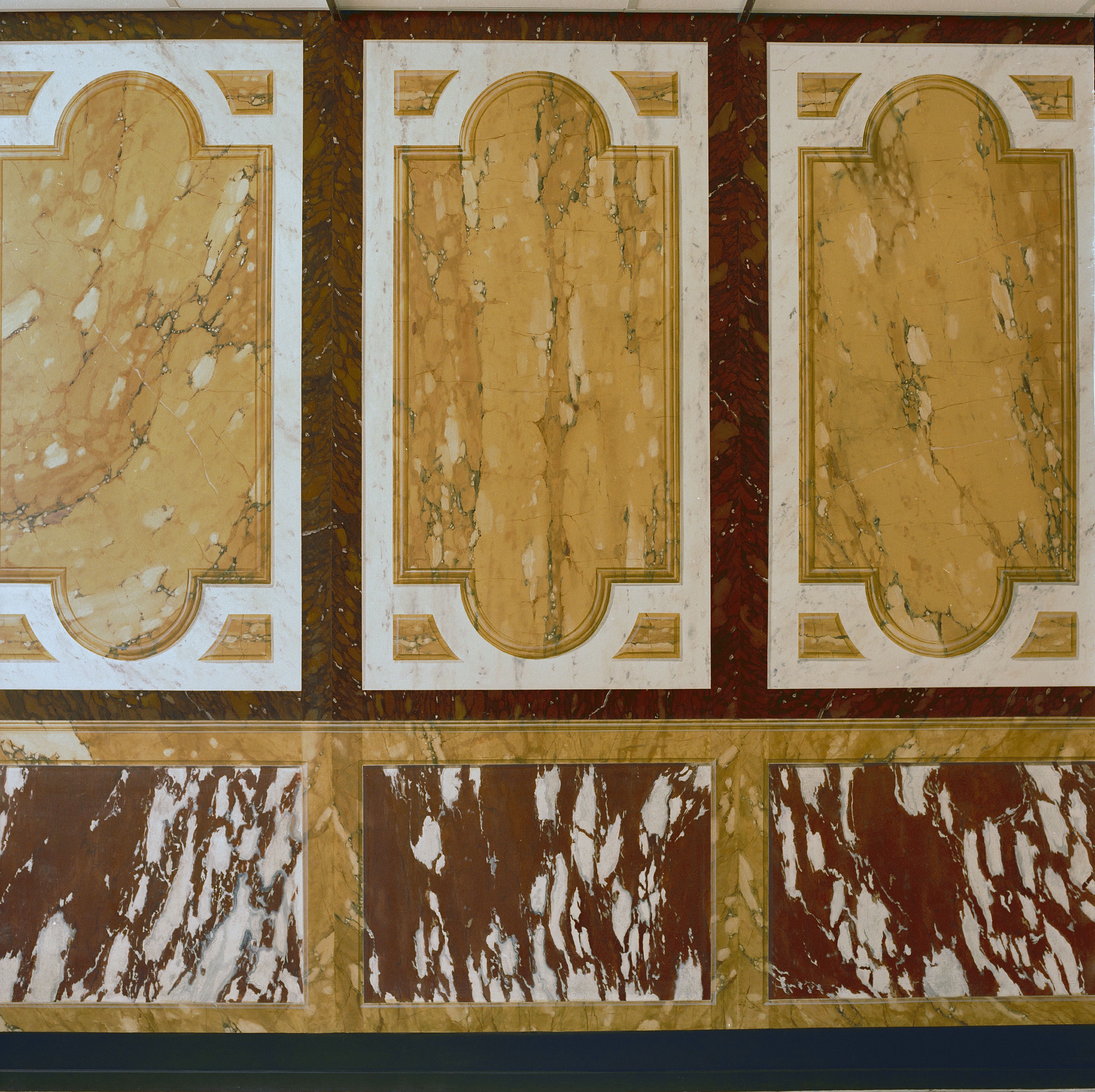
Marmerimitatie waarbij bovendien trompe l'oeil is toegepast

De techniek wordt toegepast in kerken, maar ook op meubels, lambriseringen, vloeren en schouwen.